# Liste der denkmalgeschützten Objekte in Zwölfaxing
Die Liste der denkmalgeschützten Objekte in Zwölfaxing enthält die 6 denkmalgeschützten, unbeweglichen Objekte der Gemeinde Zwölfaxing.

## Denkmäler
| Foto  |                 | Denkmal | Standort                                     | Beschreibung | Metadaten |
| ----- | --------------- | --- | -------------------------------------------- | --- | --- |
| ja    | Datei hochladen | Kath. Pfarrkirche hl. Dreifaltigkeit und Pfarrhof HERIS-ID: 8715 Objekt-ID: 4673                             | Himberger Straße 1 Standort KG: Zwölfaxing   | Römisch-katholische Pfarrkirche zur Allerheiligsten Dreifaltigkeit. Erbaut an der Stelle des ehemaligen Pfarrhofes von 1966–1967 nach den Plänen des Architekten Clemens Holzmeister und durch den Erzbischof Franz Jachym geweiht. | BDA-Hist.: Q22694739 Status: § 2a Stand der BDA-Liste: 2025-06-30 Name: Kath. Pfarrkirche hl. Dreifaltigkeit und Pfarrhof GstNr.: 399 Holy Trinity Church (Zwölfaxing)      |
| ja    | Datei hochladen | Pest-/Dreifaltigkeitssäule HERIS-ID: 8718 Objekt-ID: 4676                                                    | vor Bachgasse 2 Standort KG: Zwölfaxing      | Um 1726 errichtete Pestsäule an der Schwechater Straße in Richtung Himberg. | BDA-Hist.: Q38015775 Status: § 2a Stand der BDA-Liste: 2025-06-30 Name: Pest-/Dreifaltigkeitssäule GstNr.: 268/1, 268/2                                                     |
| ja    | Datei hochladen | Fundzone Mittlere Felder Nord HERIS-ID: 12971 Objekt-ID: 9137                                                | Mittlere Felder Nord Standort KG: Zwölfaxing | Anmerkung: Archäologische Ausgrabungsstätte | BDA-Hist.: Q38150315 Status: Bescheid Stand der BDA-Liste: 2025-06-30 Name: Fundzone Mittlere Felder Nord GstNr.: 633/1                                                     |
| ja BW | Datei hochladen | Ehem. herrschaftliche Mühle HERIS-ID: 8716 Objekt-ID: 4674                                                   | Mühlgasse 3 Standort KG: Zwölfaxing          | Am Kalten Gang gelegen, der Errichtungszeitpunkt ist unbekannt, im Privatbesitz und nicht öffentlich zugänglich. | BDA-Hist.: Q38015630 Status: Bescheid Stand der BDA-Liste: 2025-06-30 Name: Ehem. herrschaftliche Mühle GstNr.: 282, 281                                                    |
| ja    | Datei hochladen | Ehem. Remise mit dem Pferdestall und östlichem Mauerzug der herrschaftlichen Mühle HERIS-ID: 258265seit 2025 | Mühlgasse 3 Standort KG: Zwölfaxing          | | BDA-Hist.: Q135167749 Status: Bescheid Stand der BDA-Liste: 2025-06-30 Name: Ehem. Remise mit dem Pferdestall und östlichem Mauerzug der herrschaftlichen Mühle GstNr.: 282 |
| ja    | Datei hochladen | Sog. Altes Schloß HERIS-ID: 8717 Objekt-ID: 4675                                                             | Stöcklstraße 3 Standort KG: Zwölfaxing       | In der heute noch erhaltenen Form 1570 von Franz A. Poppendorf errichtet. Im Jahr 1692 vermutlich von Konstantin Josef Graf von Gatterburg (1678–1734) erworben. Seit 1948 im Privatbesitz und nicht öffentlich zugänglich. | BDA-Hist.: Q38015696 Status: Bescheid Stand der BDA-Liste: 2025-06-30 Name: Sog. Altes Schloß GstNr.: 274, 275                                                              |
| ja    | Datei hochladen | Figurenbildstock hl. Johannes Nepomuk HERIS-ID: 8719 Objekt-ID: 4677                                         | vor Stöcklstraße 24 Standort KG: Zwölfaxing  | Figurenbildstock hl. Johannes Nepomuk bei der Brücke über die Schwechat. 1703 von Konstantin Josef Graf von Gatterburg errichtet, mit der Inschrift: „Conctatin Joseh von Gatterburg Herr zu Zwölffäxing / Maria Theresia von Gatterburg gebohrne Freiin zu Lebenstock A 1703“. 1975 an die heutige Stelle versetzt und durch Heribert Rath (1924–2007) renoviert. Eine weitere Renovierung fand 1999 statt. | BDA-Hist.: Q38015815 Status: § 2a Stand der BDA-Liste: 2025-06-30 Name: Figurenbildstock hl. Johannes Nepomuk GstNr.: 155                                                   |